# Communauté de communes Avranches - Mont-Saint-Michel
La communauté de communes Avranches - Mont-Saint-Michel est une ancienne communauté de communes française, située dans le département de la Manche en Normandie.

## Historique
Elle a été créée le 1er janvier 2014 à la suite de la fusion des quatre communautés de communes du canton d'Avranches, du canton de Ducey, de Pontorson - Le Mont-Saint-Michel et de Sartilly - Porte de la Baie, à l'exception pour cette dernière des communes de Carolles, Champeaux et Saint-Pierre-Langers, auxquelles s'ajoutent les communes de Champcervon, La Rochelle-Normande, Le Luot, Sainte-Pience et Subligny qui se détachent de la communauté de communes du Pays hayland, ainsi que la commune-canton d'Isigny-le-Buat.
La commune de Braffais (appartenant à la CC du Val de Sée) est supprimée le 1er janvier 2016 et intégrée au sein de la commune nouvelle du Parc appartenant à la CC Avranches - Mont-Saint-Michel.
La commune de Les Chambres (appartenant à la CC de Granville, terre et mer) est supprimée le 1er janvier 2016 et intégrée au sein de la commune nouvelle du Grippon appartenant à la CC Avranches - Mont-Saint-Michel.
Le 1er janvier 2017, la communauté de communes Avranches - Mont-Saint-Michel fusionne avec les communautés de communes de Saint-Hilaire-du-Harcouët, de Saint-James, du Val de Sée et du Mortainais pour former la communauté d’agglomération Mont-Saint-Michel Normandie,.

## Composition
Cet ÉPCI était constitué des cinquante-deux communes suivantes (les seize de l'ancien canton d'Avranches, onze de l'ancien canton de Ducey, cinq de l'ancien canton de La Haye-Pesnel, la commune d'Isigny-le-Buat, les dix de l'ancien canton de Pontorson et neuf de l'ancien canton de Sartilly) :
| Nom                         | Code Insee | Gentilé           | Superficie (km2) | Population (dernière pop. légale) | Densité (hab./km2) |
| --------------------------- | ---------- | ----------------- | ---------------- | --------------------------------- | ------------------ |
| Avranches (siège)           | 50025      | Avranchinais      | 10,99            | 7 813 (2014)                      | 711                |
| Aucey-la-Plaine             | 50019      | Aucéens           | 9,39             | 445 (2014)                        | 47                 |
| Bacilly                     | 50027      | Bacillais         | 15,88            | 926 (2014)                        | 58                 |
| Beauvoir                    | 50042      | Bellovidériens    | 14,29            | 410 (2014)                        | 29                 |
| Céaux                       | 50108      | Céaussiens        | 8,39             | 436 (2014)                        | 52                 |
| Le Grippon                  | 50115      |                   | 9,81             | 356 (2014)                        | 36                 |
| Chavoy                      | 50126      |                   | 3,70             | 128 (2014)                        | 35                 |
| Courtils                    | 50146      | Courtillais       | 5,39             | 220 (2014)                        | 41                 |
| Crollon                     | 50155      | Crollonnais       | 4,68             | 283 (2014)                        | 60                 |
| Dragey-Ronthon              | 50167      |                   | 15,17            | 812 (2014)                        | 54                 |
| Ducey-Les Chéris            | 50168      |                   | 17,08            | 2 738 (2014)                      | 160                |
| Genêts                      | 50199      | Genestais         | 6,89             | 425 (2014)                        | 62                 |
| La Godefroy                 | 50205      | Godefroyens       | 3,65             | 258 (2014)                        | 71                 |
| La Gohannière               | 50206      |                   | 3,78             | 118 (2014)                        | 31                 |
| Huisnes-sur-Mer             | 50253      | Huisnais          | 6,75             | 190 (2014)                        | 28                 |
| Isigny-le-Buat              | 50256      | Isignois          | 73,31            | 3 305 (2014)                      | 45                 |
| Juilley                     | 50259      | Juilléens         | 11,23            | 672 (2014)                        | 60                 |
| Lolif                       | 50276      | Olivais           | 12,50            | 555 (2014)                        | 44                 |
| Le Luot                     | 50282      | Luotois           | 8,50             | 250 (2014)                        | 29                 |
| Marcey-les-Grèves           | 50288      | Marcéens          | 6,73             | 1 275 (2014)                      | 189                |
| Marcilly                    | 50290      | Marcilliens       | 8,86             | 350 (2014)                        | 40                 |
| Le Mesnil-Ozenne            | 50317      | Mesnil-Ozennais   | 4,59             | 255 (2014)                        | 56                 |
| Le Mont-Saint-Michel        | 50353      | Montois           | 3,97             | 36 (2014)                         | 9,1                |
| Le Parc                     | 50535      |                   | 22,63            | 901 (2014)                        | 40                 |
| Poilley                     | 50407      | Polucéens         | 12,65            | 895 (2014)                        | 71                 |
| Pontaubault                 | 50408      | Pontaubaltais     | 1,94             | 514 (2014)                        | 265                |
| Pontorson                   | 50410      | Pontorsonnais     | 61,47            | 4 393 (2014)                      | 71                 |
| Ponts                       | 50411      | Pontois           | 6,70             | 595 (2014)                        | 89                 |
| Précey                      | 50413      | Précéens          | 7,73             | 534 (2014)                        | 69                 |
| Sacey                       | 50443      | Sacéens           | 15,27            | 534 (2014)                        | 35                 |
| Saint-Brice                 | 50451      | Saint-Briçois     | 2,55             | 142 (2014)                        | 56                 |
| Saint-Jean-de-la-Haize      | 50489      | Saint-Jeannais    | 8,95             | 487 (2014)                        | 54                 |
| Saint-Jean-le-Thomas        | 50496      | Saint-Jeannais    | 2,38             | 426 (2014)                        | 179                |
| Saint-Loup                  | 50505      | Lupéens           | 6,45             | 715 (2014)                        | 111                |
| Saint-Martin-des-Champs     | 50516      | Saint-Martinais   | 6,49             | 2 493 (2022)                      | 384                |
| Saint-Ovin                  | 50531      | Ovinois           | 12,93            | 770 (2014)                        | 60                 |
| Saint-Quentin-sur-le-Homme  | 50543      | Saint-Quentinais  | 16,84            | 1 220 (2014)                      | 72                 |
| Saint-Senier-sous-Avranches | 50554      | Avranchinais      | 8,62             | 1 357 (2014)                      | 157                |
| Sartilly-Baie-Bocage        | 50565      | Sartillais        | 30,68            | 2 763 (2014)                      | 90                 |
| Servon                      | 50574      | Servonnais        | 9,23             | 269 (2014)                        | 29                 |
| Subligny                    | 50584      | Sublignais        | 8,00             | 360 (2014)                        | 45                 |
| Tanis                       | 50589      | Tanisiens         | 7,49             | 317 (2014)                        | 42                 |
| Vains                       | 50612      | Vainquais         | 8,58             | 749 (2014)                        | 87                 |
| Le Val-Saint-Père           | 50616      | Val-Saint-Perrais | 11,10            | 1 981 (2014)                      | 178                |

## Administration
Le siège de la communauté de communes était situé à Avranches.

### Conseil communautaire
L'intercommunalité était gérée par un conseil communautaire composé de 82 délégués issus de chacune des communes membres et élus pour une durée de six ans.
Les délégués était répartis comme suit :
| Nombre de délégués | Communes |
| ------------------ | --- |
| 10                 | Avranches |
| 6                  | Isigny-le-Buat, Pontorson |
| 4                  | Ducey, Saint-Martin-des-Champs |
| 2                  | Le Val-Saint-Père, Marcey-les-Grèves, Saint-Quentin-sur-le-Homme, Saint-Senier-sous-Avranches, Sartilly |
| 1                  | Angey, Aucey-la-Plaine, Bacilly, Beauvoir, Céaux, Champcervon, Champcey, Chavoy, Courtils, Crollon, Dragey-Ronthon, Genêts, Huisne-sur-Mer, Juilley, La Godefroy, La Gohannière, La Rochelle-Normande, Le Luot, Le Mesnil-Ozenne, Le Mont-Saint-Michel, Les Chéris, Lolif, Macey, Marcilly, Montviron, Plomb, Poilley, Pontaubault, Ponts, Précey, Sacey, Saint-Brice, Sainte-Pience, Saint-Jean-de-la-Haize, Saint-Jean-le-Thomas, Saint-Loup, Saint-Ovin, Servon, Subligny, Tanis, Vains, Vessey |

### Présidence
Le conseil communautaire élisait un président et quinze vice-présidents pour une durée de six ans.
Élu avec 76 voix sur 82 lors de la première réunion du conseil communautaire le 20 décembre 2013, le premier président de l'intercommunalité est Guénhaël Huet. Il est réélu avec 53 voix sur 82 le 18 avril 2014 après le renouvellement des conseillers à l'occasion des élections municipales et communautaires 2014.
| Période | Période | Identité      | Étiquette | Qualité |
| ------- | ------- | ------------- | --------- | --- |
| 2014    | 2016    | Guénhaël Huet | UMP       | Député de la deuxième circonscription de la Manche, ancien conseiller général et régional et ancien maire d'Avranches. |

## Compétences
La fusion des communautés de communes du canton d’Avranches, du canton de Ducey, de Pontorson-Le-Mont-Saint-Michel et de Sartilly-Porte de la Baie emporte les conséquences suivantes sur les syndicats :
- La communauté de communes issue de la fusion est substituée aux communautés de communes du canton d’Avranches, du canton de Ducey, de Pontorson-Le-Mont-Saint-Michel et de Sartilly-Porte de la Baie au sein des syndicats dont ces dernières sont membres (et pour les anciens périmètres considérés) :
- Syndicat mixte du SCOT du Pays de la Baie
- Syndicat mixte du Pays de la Baie du Mont-Saint-Michel
- Syndicat mixte intercommunal des écoles de la Baie
- Syndicat mixte des bassins versants des côtiers granvillais
- Sirtom de la Baie et de la vallée du Thar

La communauté de communes issue de la fusion devra désigner ses représentants dans les règles et conditions fixées par les statuts desdits syndicats.
Syndicat mixte Baie-Développement : En application de l’article L. 5212-33 du CGCT, rendu applicable aux syndicats mixtes par renvoi de l’article L. 5711-1 du même code, les syndicats constitués d’un seul membre sont dissous de plein droit. Ce syndicat mixte ne comprend plus qu’un seul membre à compter du 1er janvier 2014, ses compétences sont donc reprises de plein droit à cette date par la communauté de communes issue de la fusion.
- En fonction des éventuelles prises de compétences ou rétrocessions de compétences, il conviendra d’examiner les possibles interactions avec les autres syndicats présents sur le territoire, d’autant que la rédaction des statuts des EPCI ne permet pas toujours de connaître avec précision les compétences effectivement transférées.

Sont notamment présents, en tout ou partie, sur le territoire de la communauté de communes issue de la fusion :
- Syndicat d’électrification d’Avranches-Sud
- Syndicat d’électrification de Ducey
- Syndicat d’électrification de la Haye-Pesnel
- Syndicat d’électrification de Pontorson
- Syndicat d’électrification de Sartilly-Sud
- Syndicat intercommunal à vocation scolaire Bacilly-Vains
- Syndicat intercommunal à vocation unique des écoles publiques du secteur de la Haye Pesnel
- Syndicat intercommunal scolaire Plomb-Tirepied
- Syndicat intercommunal scolaire de Juilley-Poilley-Précey
- Syndicat intercommunal des écoles de Dragey-Ronthon, Genêts et Saint-Jean-le-Thomas
- Syndicat intercommunal d’assainissement de la Baie du Mont-Saint-Michel
- Syndicat intercommunal à vocation unique Entre Mer et Bocage
- Syndicat intercommunal d’alimentation en eau potable d’Avranches-Nord
- Syndicat intercommunal d’alimentation en eau potable d’Avranches-Est
- Syndicat intercommunal d’alimentation en eau potable de Sartilly-Sud
- Syndicat intercommunal d’alimentation en eau potable de Champeaux
- Syndicat intercommunal d’alimentation en eau potable Baie-Bocage
- Syndicat intercommunal d’alimentation en eau potable de la Haye Pesnel
- Syndicat mixte Couesnon Aval, Syndicat intercommunal à vocation multiple de l'Anse de Moidrey
- Syndicat intercommunal à vocation unique du Gué de l'épine